# Orussus moroi
Orussus moroi is een vliesvleugelig insect uit de familie van de Orussidae. De wetenschappelijke naam van de soort is voor het eerst geldig gepubliceerd in 1954 door Guiglia.